# موسى الصدر
موسى صدر الدين الصدر (4 يونيو 1928 - اختفى في 31 أغسطس 1978) هو رجل دين وزعيم سياسي لبناني أسس حركة أمل.
ولد في مدينة قم في إيران، وخضع للدراسة الأكاديمية والدينية فيها. غادر إلى النجف لإكمال دارسته الدينية لكنّه عاد إلى إيران بعد انقلاب 1958.
بعد عدّة سنوات، ذهب الصدر إلى مدينة صور، كمبعوث لآيات الله حسين البروجردي ومحسن الحكيم، واستطاع الصدر بناء مجتمع حيوي للسكان الشيعة في لبنان، وأسس العديد من المنظمات والمدراس والجمعيات الخيرية بما فيها أفواج المقاومة اللبنانية التي تعرف بحركة أمل.
في 25 أغسطس 1978، رحل موسى الصدر إلى ليبيا مع إثنين من أصحابه للإجتماع مع المسؤولين الحكوميين بدعوة من الرئيس معمر القذافي. شوهد الثلاثة لآخر مرة في 31 أغسطس، ولم يسمع منهم أي شيء مجددًا. ظهرت نظريات عديدة حول ظروف اختفائهم، إلا أن أيًا منها لم يُثْبَت. يظل مصير الصدر حتى اليوم مجهولًا.

## النشأة
في 4 يونيو 1928، ولد موسى الصدر في منطقة جهار مردان في مدينة قم الإيرانية.
إلتحق بمدرسة حياة الإبتدائية، حيث تلقّى دروسه الدينية بنظام الفصول المتقطّعة، وبدأ فصله الدراسي الأول في 1941. يصفه معلّموه بأنه «متعلّم سريع وواسع المعرفة لشخص في سن صغير»، حتى إنّه بدأ بتدريس التلامذة الآخرين الدورات والدروس الأساسيّة. تزامن ذلك مع الفترة التي تقرّبت فيها السياسات الإيرانية من الحركة الليبرالية، وتحوّلت البيئة السياسيّة إلى بيئة علمانيّة ولذلك شعر رجال الدين وقتها بالتهميش في المجتمع الإيراني.
من أجل أن يحظى بتأثير في الحياة العامّة، أدرك الصّدر أن عليه أن يتقرّب أكثر من «العلم الحديث والعالم المعاصر». دفعه ذلك إلى أن يبدأ دراسة أكاديمية وعلمانيّة إلى جانب دراساته الدينيّة. إنتقل إلى طهران، حيث حصل على شهادة في الفقه الإسلامي والعلوم السياسيّة من جامعة طهران، وتعلّم إلى جانب ذلك اللغة الفرنسية والإنجليزية. ثمّ عاد إلى قم ليدرس علم الإلهيات والفلسفة الإسلامية تحت يد العلامة محمد حسين الطبطبائي.

### عائلة الصدر
ولد الصدر لسلسة من علماء الدين تعود أصولهم إلى جبل عامل في لبنان. تعدّ العائلة فرعًا من آل الموسوي، وتنتسب إلى الرسول محمّد عبر ابنته فاطمة من خلال الإمام موسى الكاظم.
جده الكبير صدر الدين محمد بن صالح شرف الدين وهو عالم شيعي كبير، ولد في شحور، وهي قرية قريبة من مدينة صور، غادر إلى النجف بعد حالة من الفوضى في البلاد وإستقرّ فيها. ابن شرف الدين، صدر الدين، إنتقل إلى أصفهان، والتي كانت في تلك الفترة أهم مركز للتعاليم الدينيّة في إيران. لكنّه ما لبث أن عاد إلى النجف قبل فترة قصيرة من وفاته في 1874. أكبر أبنائه، إسماعيل صدر الدين كان قد ولد في أصفهان، وأصبح لاحقًا مجتهدًا.
والد موسى الصدر يدعى صدر الدين، وهو ثاني أبناء إسماعيل، ولد في العراق تحت حكم العثمانيين، وتحديدًا في الكاظمية. تزوّج ابنة آية الله حسين الطبطبائي القمي، وأصبحت لاحقًا أم موسى الصدر.

## الدراسة الدينية

### في العراق
بعد وفاة والده في 1953، رحل الصدر من مدينة قم إلى النجف، ليقوم بالدراسة الدينيّة تحت آية الله محسن الحكيم وأبو القاسم الخوئي. وجد هناك معلمّين من أمثال: الشيخ مرتضى الياسين، الشيخ حسين الحلي، الشيخ صدرا بادكوباهي، ومنهم من أصبح مرجعًا بعد وفاة آية الله حسين البروجردي. بات الصدر مجتهدًا في النجف، وزار لبنان عام 1955 عندما إلتقى بعبد الحسين شرف الدين، وكان قد قابله سابقًا عند ما إستضافته عائلته في طهران عام 1936. في نفس السنة، عاد إلى النجف، وتزوّج ابنة آية الله عزيز الله الخليلي في خريف 1956.

### العودة إلى إيران
بعد حركة تموز 1958 والإطاحة بالحكم الملكي في العراق، رجع الصدر إلى إيران. هناك، وافق على عرض علي دافاني، الذي أرسله آية الله محمد کاظم شریعتمداری، وصار محررًا في مكتب الإسلام، وهي مجلّة تصدرها الحوزة في قم ويدعمها آية الله البروجردي. ساهم الصدر في القضية الثالثة بالمجلّة، مركزًا على الاقتصاد الإسلامي، حيث كان موضوعًا شائعًا في تلك الفترة. مقالاته في هذا الشأن نشرت في كتاب منفصل. أصبح مسؤولًا عن المحررين في الفترة التالية. في ديسمبر 1959، غادر المجلّة، إلى جانب العديد من مؤسسيها الأصليين.

## الحياة في لبنان
رفض موسى الصدر عرض البروجردي في الذهاب إلى إيطاليا كممثل عنه، وفضّل الانتقال إلى النجف. هناك، أقنعه محسن الحكيم في أن يقبل دعوة وجّهت إليه ليكون شخصيّة قياديّة شيعيّة في صور، ليخلف بذلك عبد الحسين شرف الدين الذي توفّي عام 1957. وبالفعل، غادر إلى صور مع نهاية عام 1959 كمبعوث عن البروجردي والحكيم. بطلب من بعض علماء الدين، توجّه الصدر عدّة مرات إلى إيران ليقدّم محاضرات مختلفة مثل «الإسلام دين الحياة» و«العالم جاهز ليقبل نداء الإسلام»، وعرض في الأخيرة نتاج خبرته في لبنان وأكّد على ضرورة العمل لمصلحة المسلمين.

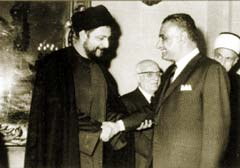
موسى الصدر والرئيس المصرى جمال عبد الناصر

## أعماله
من أبرز أعماله:
1. تفعيل عمل جمعية البر والإحسان في مدينة صور، والتي كان قد أسّسها عبد الحسين شرف الدين.
2. بناء مدرسة جبل عامل المهنية، والتي تعتبر أوّل صرح علمي في الجنوب، بل في مناطق الشيعة عامّة، والتي تخرّج حتّى الآن المئات كل عام، كما قامت هذه المدرسة في تخريج بعض الشهداء الذي استشهدوا في عمليّات نوعية ضد إسرائيل.
3. تأسيس أفواج المقاومة اللبنانية المعروفة بحركة أمل في عام 1974، وقد صادفت بداية الاحتلال الإسرائيلي لجنوب لبنان بشقيه: محافظة الجنوب ومحافظة النبطية، فكان لحركته من أجل المحرومين السبب الرئيسي في إزالة ذلك العدوان، ودحر فلول المحتل الإسرائيلي. ومع ذلك فقد نأى بنفسه عن التدخل في حرب لبنان الأهلية بل سعى لإنهائها حيث كان قد دعي في عام 1960 إلى مدينة صور لإمامة الناس وأقام فيها عدة أعمال خيرية.
4. كذلك أنشأ المجلس الإسلامي الشيعي الأعلى في عام 1969 لتوحيد كلمة الطائفة الشيعيّة ضمن نسيج المجتمع المدني في مواجهة الظلم الاجتماعي.
5. أسّس موسى الصدر جمعية كشافة الرسالة الإسلامية، التي قال عنها بأنها نوع من أنواع صيانة المجتمع إنها التأمين الفطري عندما يهاجم البشر أعداؤه، وقد اعتبرت أولى المؤسسات الرسالية في الوطن العربي والإسلامي التي تهتم بالفئة العمرية ما بين 7 سنوات و 18 سنة.

## مؤلفاته

### محاضرات وأبحاث
- منبر ومحراب
- الإسلام عقيدة راسخة ومنهج للحياة

### كتابات ومقالات
- الإسلام وثقافة القرن العشرين
- الإسلام والتفاوت الطبقي
- حوارات صحفية (1): تأسيساً لمجتمع مقاوم
- حوارات صحفية (2): الوحدة والتحرير
- معالم التربية القرآنية «دراسات للحياة»
- معالم التربية القرآنية «أحاديث السحر»
- المذهب الاقتصادي في الإسلام
- أبجدية الحوار

## قدومه إلى لبنان

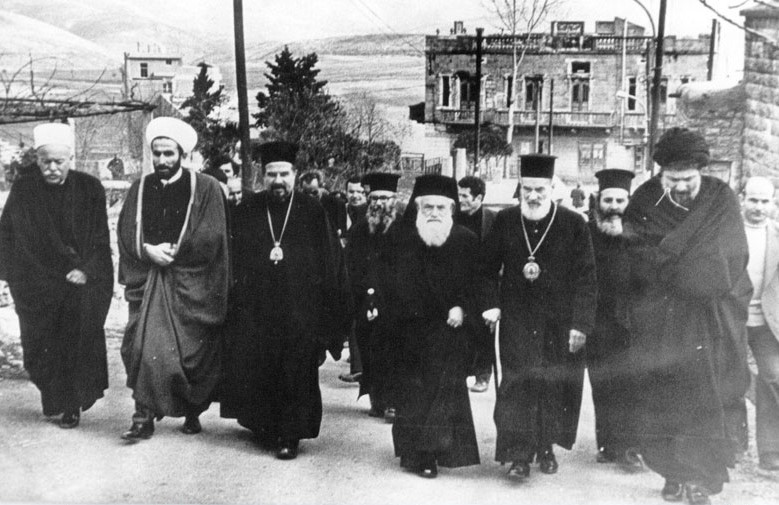
موسی الصدر في زيارة هيئة مساعدة الجنوب عن مرجعيون

قدم موسى الصدر إلى لبنان من إيران أول مرة سنة 1955، فتعرف إلى أنسبائه في صور وشحور، وحلّ ضيفاً في دار كبيرهم حجة الإسلام المرجع الديني عبد الحسين شرف الدين الذي تعرف إلى مواهب الصدر ومزاياه، وصار يتحدث عنه في مجالسه بما يوحي بجدارته لأن يخلفه في مركزه بعد وفاته.
فبعد أن توفي حجة الإسلام عبد الحسين شرف الدين بتاريخ 30 ديسمبر 1957، كتبت «صور» رسالة إلى الإمام الصدر في «قم» تدعوه إليها. ولفت المرجع حسين البروجردي إلى ضرورة تلبية الدعوة.
وهكذا قدم الصدر إلى لبنان في أواخر سنة 1959 وأقام في مدينة صور.

## نشاطاته قبل إنشاء المجلس الإسلامي الشيعي الأعلى

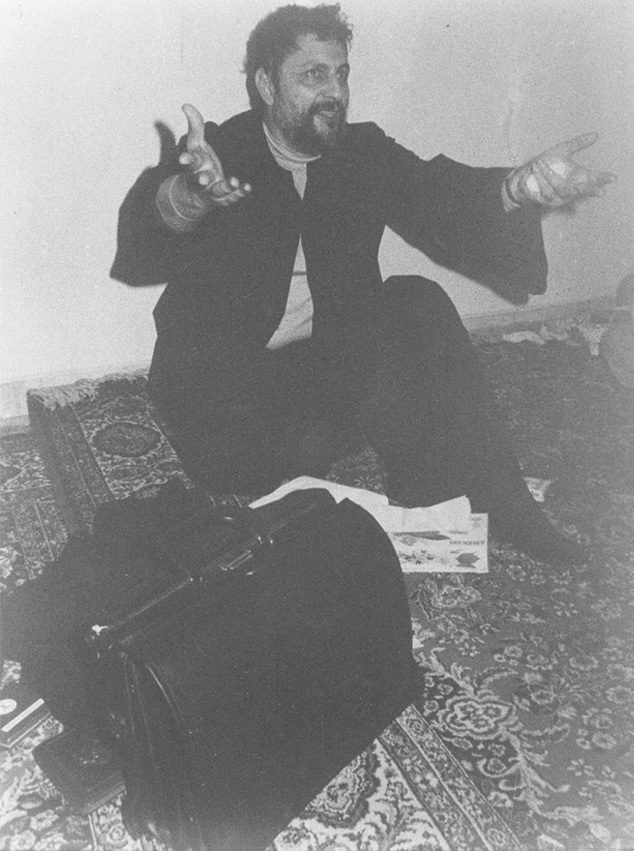
الإضراب عن الطعام لمدة ثلاثة أيام احتجاجا على الحرب الأهلية في لبنان في مسجد الصفا بيروت

بدأ الإمام الصدر الرعاية الدينية والخدمة العامة في صور، موسعاً نطاق الدعوة والعمل الديني بالمحاضرات والندوات والاجتماعات والزيارات، ومتجاوزاً سلوك الاكتفاء بالوعظ الديني إلى الاهتمام بشؤون المجتمع. وتحرّك في مختلف قرى جبل عامل ثم في قرى منطقة بعلبك-الهرمل، يعيش حياة سكانها ومعاناتهم من التخلف والحرمان. ثم تجوّل في باقي المناطق اللبنانية، متعرفاً على أحوالها ومحاضراً فيها ومنشئاً علاقات مع الناس من مختلف فئات المجتمع اللبناني وطوائفه، وداعياً إلى نبذ التفرقة الطائفية باعتبار أن وظيفة الدين هي الاستقامة الاخلاقية و«أن الأديان واحدة في البدء والهدف والمصير» وداعياً أيضاً إلى نبذ المشاعر العنصرية وإلى تفاعل الحضارات الإنسانية وإلى مكافحة الآفات الاجتماعية والفساد والإلحاد.
وفي مدينة صور، نجح في القضاء على التسوّل والتشرّد، وفي شدّ أواصر الأخوة بين المواطنين من مختلف الطوائف. وشارك في «الحركة الاجتماعية» مع المطران غريغوار حداد في عشرات المشاريع الاجتماعية. وساهم في العديد من الجمعيات الخيرية والثقافية. وأعاد تنظيم «جمعية البر والإحسان» في صور وتولى نظارتها العامة، وجمع لها تبرعات ومساعدات أنشأ بها مؤسسة اجتماعية لإيواء وتعليم الأيتام وذوي الحالات الاجتماعية الصعبة ثم أنشأ مدرسة فنية عالية باسم «مدرسة جبل عامل المهنية» وأنشأ مدرسة فنية عالية للتمريض وكذلك مدرسة داخلية خاصة للبنات باسم «بيت الفتاة». كما أنشأ في صور معهد الدراسات الإسلامية.

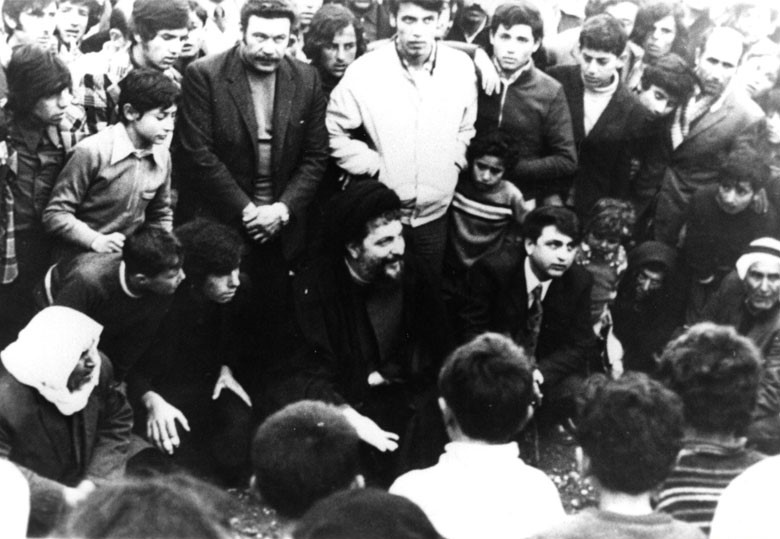
الإمام موسی الصدر يزور المناطق المتضررة نتيجة القصف في جنوب لبنان

سافر الإمام الصدر إلى عدة بلدان عربية وإسلامية وإفريقية وأوروبية، مساهماً في المؤتمرات الإسلامية، ومحاضراً، ومتفقداً أحوال الجاليات اللبنانية والإسلامية، ودارساً معالم الحياة الأوربية، ومتصلاً بذوي الفعاليات والنشاطات الإنسانية والاجتماعية والثقافية.
وبعد أن وقف على أحوال الطائفة الشيعية ومناطقها ومؤسساتها في لبنان، ظهرت له الحاجة إلى تنظيم شؤون هذه الطائفة، باعتبار أن لبنان يعتمد نظام الطوائف الدينية وأن لكل من الطوائف الأخرى تنظيماً يختص بها، وكان قد أنشئ بالمرسوم الاشتراعي رقم 18 تاريخ 13 يناير 1955 تنظيم خاص بالطائفة الإسلامية السنية يعلن استقلالها، وأنشئ بعده بالقانون الصادر بتاريخ 7 ديسمبر 1962 تنظيم خاص بالطائفة الدرزية، بحيث بقيت الطائفة الإسلامية الشيعية وحدها دون تنظيم.
فأخذ يدعو إلى إنشاء مجلس يرعى شؤون هذه الطائفة أسوة بالطوائف الأخرى، ولقيت دعوته معارضة من بعض الزعماء السياسيين في الطائفة ومن بعض القوى خارجها. واستمر متابعاً هذه الدعوة سنوات، وفي مؤتمر صحفي عقده في بيروت بتاريخ 15 أغسطس 1966 عرض آلام الطائفة ومظاهر حرمانها، بشكل علمي مدروس ومبني على إحصاءات، وبيّن الأسباب الموجبة للمطالبة بإنشاء هذا المجلس، وأعلن أن هذا المطلب أصبح مطلباً جماهيرياً تتعلق به آمال الطائفة.
وأتت الدعوة نتائجها بإجماع نواب الطائفة الشيعية على تقديم اقتراح قانون بالتنظيم المنشود، أقره مجلس النواب بالإجماع في جلسة 15 أغسطس 1967، وصدقه رئيس الجمهورية بتاريخ 19 ديسمبر 1967، وبمقتضاه أُنشئ «المجلس الإسلامي الشيعي الأعلى» ليتولى شؤون الطائفة ويدافع عن حقوقها ويحافظ على مصالحها ويسهر على مؤسساتها ويعمل على رفع مستواها. ونص القانون المذكور على أن يكون لهذا المجلس رئيس يمثله ويمثل الطائفة ويتمتع بذات الحرمة والحقوق والامتيازات التي يتمتع بها رؤساء الأديان.

## اختفاؤه في ليبيا
وصل موسى الصدر إلى ليبيا بتاريخ 25 أغسطس 1978 يرافقه الشيخ محمد يعقوب والصحافي عباس بدر الدين، في زيارة رسمية، وحلوا ضيوفاً على السلطة الليبية في «فندق الشاطئ» بطرابلس الغرب.
وكان الصدر قد أعلن قبل مغادرته لبنان، أنه مسافر إلى ليبيا من أجل عقد اجتماع مع معمر القذافي. أغفلت وسائل الاعلام الليبية أخبار وصول الصدر إلى ليبيا ووقائع أيام زيارته لها، ولم تشر إلى أي لقاء بينه وبين العقيد القذافي أو أي من المسؤولين الليبيين الآخرين. وانقطع اتصاله بالعالم خارج ليبيا، خلاف عادته في أسفاره حيث كان يُكثر من اتصالاته الهاتفية يومياً بأركان المجلس الإسلامي الشيعي الأعلى في لبنان وبعائلته.
شوهد في ليبيا مع رفيقيه، لآخر مرة، ظهر يوم 31 أغسطس 1978. بعد أن انقطعت أخباره مع رفيقيه، وأثيرت ضجة عالمية حول اختفاءه معهما، أعلنت السلطة الليبية بتاريخ 17 سبتمبر 1978 (والذي يوافق يوم الأحد) أنهم سافروا من طرابلس الغرب مساء يوم 31 أغسطس 1978 إلى إيطاليا على متن طائرة الخطوط الجوية الإيطالية. وجدت حقائبه مع حقائب فضيلة الشيخ محمد يعقوب في فندق «هوليداي ان» في روما وأجرى القضاء الإيطالي تحقيقاً واسعاً في القضية انتهى بقرار اتخذه المدعي العام الاستئنافي في روما بتاريخ 12 أغسطس 1979 بحفظ القضية بعد أن ثبت أن الصدر ورفيقيه لم يدخلوا الأراضي الإيطالية. وتضمنت مطالعة نائب المدعي العام الإيطالي الجزم بأنهم لم يغادروا ليبيا.
أبلغت الحكومة الإيطالية رسمياً، كلاً من الحكومة اللبنانية والمجلس الإسلامي الشيعي الأعلى في لبنان، وحكومة الجمهورية العربية السورية، وحكومة الجمهورية الإسلامية الإيرانية، أن الصدر ورفيقيه لم يدخلوا الأراضي الإيطالية ولم يمروا بها «ترانزيت».
أوفدت الحكومة اللبنانية بعثة أمنية إلى ليبيا وإيطاليا، لاستجلاء القضية فرفضت السلطة الليبية السماح لها بدخول ليبيا، فاقتصرت مهمتها على إيطاليا حيث تمكنت من إجراء تحقيقات دقيقة توصلت بنتيجتها إلى التثبت من أن الصدر ورفيقيه لم يصلوا إلى روما وأنهم لم يغادروا ليبيا في الموعد والطائرة الذين حددتهما السلطة الليبية في بيانها الرسمي.
أعلن المجلس الإسلامي الشيعي الأعلى، في بيانات عدة، وخاصة في مؤتمرين صحفيين عقدهما نائب رئيس هذا المجلس في بيروت بتاريخ 31 أغسطس 1979 و10 أبريل 1980 مسؤولية معمر القذافي شخصياً عن إخفاء الصدر ورفيقيه، كما أعلنت هذه المسؤولية أيضاً منظمة التحرير الفلسطينية في مقال افتتاحي في صحيفتها المركزية «فلسطين الثورة» العدد 949 تاريخ 11 ديسمبر 1979
صرح الرائد عبد المنعم الهوني شريك العقيد معمر القذافي في ثورة الفاتح من سبتمر أن موسى الصدر «قتل خلال زيارته الشهيرة إلى ليبيا» عام 1978 وأنه دفن في منطقة سبها في جنوب البلاد. يحمّل الشيعة في لبنان معمر القذافي والنظام الليبي مسؤولية اختفاء الصدر الذي شوهد لآخر مرة في ليبيا في 31 أغسطس 1978.

## مصير موسى الصدر
حتّى الآن لا يوجد أي تأكيد على ما إذا كان موسى الصدر ما زال على قيد الحياة أم لا. عائلته تؤكّد أنّه لا زال حيّاً، وهذا ما أكدته وتؤكّده شقيقته السيدة رباب الصدر في أكثر من مناسبة. وكذلك قيادة حركة أمل، خصوصاً على لسان رئيسها رئيس المجلس النيابي اللبناني نبيه بري.

## وصلات خارجية
- موقع موسى الصدر
- مركز موسى الصدر للأبحاث والدراسات